# Convento de las Madres Carmelitas (Peñaranda de Bracamonte)
El convento de las Madres Carmelitas Descalzas en Peñaranda de Bracamonte (Provincia de Salamanca, España) fue fundado por don Gaspar de Bracamonte Guzmán, gran mecenas de la Orden, que fue enterrado en el claustro de dicho convento. En 1667 se aprobaron las trazas del hermano Juan de San José y a continuación se buscó un sitio adecuado para su ubicación, a las afueras del pueblo. Este convento constituye un conjunto que alberga la mejor colección de pinturas italianas y bronces napolitanos existentes en la zona.

## Descripción
Parece que lo primero que se construyó fue la capilla de Loreto, situada a espaldas del altar mayor, y a continuación la iglesia-convento y resto de las dependencias conventuales. 
La iglesia, de mediano tamaño, tiene planta de cruz latina, crucero marcado y cúpula en el centro. La nave consta de tres tramos, divididos por fajones que apean en pilastras de estilo toscano. En el tercer tramo de la nave se abre, en el lado del Evangelio, la capilla de San José, cubierta de cúpula sobre pechinas, obra de Fray Pedro de la Visitación, y en el lado de la Epístola, la capilla de Santa Teresa, muy parecida a la anterior y cerrada igualmente con una reja de madera, de finales del siglo XVII. A través de dos puertas practicadas en el testero de la capilla mayor, se accede a la capilla de Loreto. Se trata de una estancia rectangular de cuatro tramos individualizados por fajones, que apean sobre sencillas pilastras. 
Su exterior es de gran austeridad, realizada en ladrillo visto, a excepción de la portada, situada en la fachada meridional. Esta fachada se encuentra flanqueada por pilastras lisas, que tienen un frontón triangular con pedestales y bolas en los vértices. El acceso se realiza mediante arco de medio punto, enmarcado por pilastras lisas y hornacina en el cuerpo superior, que alberga la imagen de Santa Teresa, obra de la segunda mitad del siglo XVII. 
El claustro es sencillo y austero. El piso inferior consta, por cada crujía, de cinco arcos de medio punto, de sección rectangular, que apean en pilares cuadrados, siendo en el superior los vanos adintelados. 
Los cinco tramos de cada crujía, individualizados por arcos fajones sobre pilastras adosadas, se cubren con bóvedas de lunetos y de aristas en las esquinas. 
En 1714, Gregorio Rodríguez y Juan del Pozo construyen, a la entrada de la iglesia, un atrio con balaustradas de hierro, según trazas de fray Pedro de la Visitación; obra ésta con la que se concluye la construcción del conjunto.

## Patrimonio Artístico
Gaspar de Bracamonte no dejó de dotar al convento que había fundado de un rico patrimonio artístico, aprovechando además su posición como virrey de Nápoles, ordenó traer al convento obras de los mejores artistas de la época, en especial de Luca Giordano de quien el convento conserva al menos seis lienzos de gran calidad como: La Anunciación que preside el altar mayor de la iglesia, una  Transverberación de Santa Teresa, además de escenas de la pasión como  un Ecce Homo, Presentación al pueblo judío, Jesús con la cruz a cuestas, La Piedad o descendimiento. Otros artistas representados son: Andrea Vaccaro (Oración en el huerto de los olivos), Lazzaro Baldi (Santa Rosa de Lima), Jacopo Bassano (Santo entierro) o Guido Reni (Asunción y Coronación de la Virgen, de la que existen otras tres variantes en el Prado, la National Gallery de Londres y Bologna, la misma es considerada por la crítica como de taller). Formando parte de los altares existen además una serie de cobres de factura flamenca cuyos autores aún no han podido ser identificados. 
En la parte superior del altar se conserva un Calvario en bronce dorado colocado dentro de una hornacina de ébano flanqueada por dos columnas y delante de cada una de ellas las figuras de María y San Juan Evangelista, ambas de bulto redondo con gran maestría y detalle, todo de factura italiana. También en bronce dorado en la capilla de la Virgen de Loreto se conserva un curioso y soberbio relicario, de origen siciliano seguramente; de forma rectangular, en el centro, una hornacina con un calvario de ámbar y figuras de marfil que representan pasajes de la vida de Cristo en miniatura; sus puertas son de ébano y dentro además de diversas reliquias de santos conserva una astilla de lignum crucis.  
Diversas tallas que se conservan son posiblemente de la mano de Gregorio Fernández. De gran valor es una cruz llamada "de las postrimerías" de origen napolitano, en la que cinco rostros tallados en cera (ceroplástica) representan las postrimerías: la muerte, situada en el centro de la Cruz, el purgatorio, con la boca entreabierta, el paraíso con semblante que refleja paz, postura erguida y ojos mirando hacia el cielo en modo contemplativo, el limbo es una figura con rasgos más bien infantiles y expresión que denota ingenuidad, por último el infierno que en cambio aparece representado por un rostro más bien macabro y cuyo tono se ve acentuado por demonios que la flanquean.